# نادي آلن
نادي آلن 1921 (بالألمانية: Verein für Rasenspiele Aalen 1921 e. V.) نادي كرة قدم ألماني يلعب في دوري الدرجة الثالثة الألماني. تم تأسيس النادي في عام 1921.

## روابط خارجية
- VfR Aalen